# Roger Kennerson
Roger Kennerson é um ex-patinador artístico britânico, que competiu na dança no gelo. Com Yvonne Suddick ele conquistou uma medalha de prata e duas de bronze em campeonatos europeus e foi duas vezes vice-campeão do campeonato nacional britânico.

## Principais resultados

### Com Yvonne Suddick
| Resultados           | Resultados        | Resultados        | Resultados       | Resultados    | Resultados    | Resultados    | Resultados    | Resultados    | Resultados    | Resultados    | Resultados    | Resultados    | Resultados    | Resultados    | Resultados    |  |
| Internacional        | Internacional     | Internacional     | Internacional    | Internacional | Internacional | Internacional | Internacional | Internacional | Internacional | Internacional | Internacional | Internacional | Internacional | Internacional | Internacional |  |
| Evento/Temporada     | 1963– 1964        | 1964– 1965        | 1965– 1966       |               |               |               |               |               |               |               |               |               |               |               |               |  |
| -------------------- | ----------------- | ----------------- | ---------------- | ------------- | ------------- | ------------- | ------------- | ------------- | ------------- | ------------- | ------------- | ------------- | ------------- | ------------- | ------------- |  |
| Campeonato Mundial   | 4.º               | 6.º               | 4.º              |               |               |               |               |               |               |               |               |               |               |               |               |  |
| Campeonato Europeu   | Medalha de bronze | Medalha de bronze | Medalha de prata |               |               |               |               |               |               |               |               |               |               |               |               |  |
| Nacional             |                   |                   |                  |               |               |               |               |               |               |               |               |               |               |               |               |  |
| Campeonato Britânico |                   | Medalha de prata  | Medalha de prata |               |               |               |               |               |               |               |               |               |               |               |               |  |
|                      |                   |                   |                  |               |               |               |               |               |               |               |               |               |               |               |               |  |